# Ahlam al-Alaja
Ahlam al-Alaja ist eine jemenitische Bäuerin, die sich als erste an einem FAO-Programm zum Wechsel von Drogenanbau auf Gemüse-Landwirtschaft beteiligt hat. Sie arbeitet in einem Dorf im gebirgigen Norden des Jemen und gilt als Pionierin  einer gesünderen, die Umwelt schonenden Landwirtschaft.
Nach jahrelangem Widerstand der örtlichen, männlich dominierten Gesellschaft konnte sie nachweisen, dass die Ersparnis an teuer heraufgepumptem Grundwasser – der Kathstrauch benötigt täglich mehrere Stunden künstliche Bewässerung – den geringeren Preis für das auf den Märkten verkauften Gemüse wettmacht.
Jedoch ist, wie Alaja den Projektleitern berichtete, der Aufwand für die Feldarbeit etwas höher. Im Jemen sinkt der Grundwasserspiegel seit Jahrzehnten, sodass die Substitution von Kath durch Gemüsebau künftigen Umweltproblemen in einem der trockensten Länder der Welt vorbeugen soll.